# جريدة سعودي جازيت
سعودي جازيت (بالإنجليزية: Saudi Gazette)‏، هي جريدة سعودية، تأسست عام 1976م، تصدر يومياً باللغة الإنجليزية ومتوفرة بنسختين ورقية وإلكترونية.

## رؤساء التحرير
- جميل الذيابي (مشرف عام على الصحيفة).[5]
- سمية الجبرتي (من فبراير 2014 إلى سبتمبر 2018).
- خالد المعينا (من 2012 إلى 2014).
- عمر المرشدي (من يونيو 2011).[6]
- محمد الشوكاني (إلى يونيو 2011).

## وصلة خارجية
موقع الجريدة